# Визенталь, Грета
Грета Визенталь (нем. Grete Wiesenthal, 9 декабря 1885 — 22 июня 1970) — австрийская балерина, актриса, хореограф и педагог.

## Биография
Грета Визенталь родилась в 1885 г. в Вене (Австро-Венгрия). В десятилетнем возрасте её приняли в балетную школу при Венская государственная опера, где обучалась классическому балету. С 1901 по 1907 г. она выступала танцовщицей: в 1905 г. её назначили корифейкой Венского придворного оперного балета, в 1907 г. она исполняла главную роль в опере «Немая из Портичи».
Несмотря на свои достижения, Грета оставила оперу. В 1908 году она и две её сестры Эльза и Берта объединились в танцевальную группу, для которой создали новый, отличающийся своеобразием стиль танца. Сёстры дебютировали в Кабаре «Фледермаус» с вольной интерпретацией вальса. Затем они посетили с гастролями Берлин, Санкт-Петербург, Будапешт и Прага. Макс Рейнхард пригласил их исполнять пантомиму Sumurun. Впоследствии они много лет работали вместе: Рейнхард не раз приглашал Грету исполнять главные роли в своих постановках: в «Лисистрате» Аристофана, «Мещанине во дворянстве» Мольера, «Летучей мыши» Штрауса и др.
В 1910 г. Грета вышла замуж за художника Эрвина Ланга. В 1912 г. ей досталась роль в опере Макса Рейнхардта Ариадна на Наксосе. Грета добилась большой популярности как исполнительница венского вальса, творчески сочетая классический балет с современным танцем. Она также танцевала в нескольких немых кинофильмах. Тогда же, в 1912 г., она создала свою танцевальную группу, а в 1917 г. открыла в Вене танцевальную школу.
В 1928 г. Грета танцевала на открытии Зальцбургского фестиваля. В 1930 году она поставила свой балет на сцене Венской государственной оперы. В период 1930—1959 гг. она работала хореографом Зальцбургского фестиваля и ставила, например, «Ифигению в Авлиде». В период 1934—1952 гг. она преподавала в Вене на танцевальном отделении Венского университета музыки и исполнительского искусства.
Грета Визенталь написала автобиографию Der Aufstieg («Восхождение»).

## Балеты
- Пантомима «День рождения инфанты» (1908)
- «Пчела» (1916)
- «Бездельник в Вене» (1930)

## Фильмография
- Das fremde Mädchen (1913)
- Die goldene Fliege (1914)
- Erlkönigs Tochter (1914)
- Kadra Sâfa (1914)
- Der Traum des Künstlers (1919)